# Генеральна асамблея штату Джорджія
Генеральна асамблея штату Джорджія — законодавчий орган американського штату Джорджія. Генеральна асамблея є двопалатною і складається із Сенату та Палати представників.
Кожен з 236 членів Генеральної асамблеї штату Джорджія обираються напряму в своїх виборчих округах на дворічні терміни. Конституція штату Джорджія покладає всі законодавчі повноваження в штаті на Генеральну асамблею. Кожна палата має однакові повноваження, хоча у кожної з них також є власні унікальні повноваження. Наприклад, лише Палата представників може ухвалювати закони пов'язані із оподаткуванням, а Сенат має виключні повноваження щодо затвердження призначень на посади, здійснених губернатором.
Генеральна асамблея збирається в Капітолії штату Джорджія в столиці штату, місті Атланта.

## Історія
Генеральна асамблея, яка є законодавчою гілкою влади штату, була створена в 1777 році під час Американської революції, і таким чином є старішою навіть за Конгрес США. За час свого існування законодавчий орган переїжджав чотири рази, коли змінювалась столиця штату. Найпершим місцем розташування законодавчого органу було місто Саванна, наступними були Огаста та Луїсвілл, після них було місто Мілледжвіль, допоки асамблея остаточно не переїхала до міста Атланта в 1868 році.
До січня 1777 року місто Саванна стало по суті столицею Джорджії, коли колишня колонія оголосила про незалежність від Великої Британії. Генеральна асамблея, яка тоді ще була однопалатною, збиралась там в 1777-1778 роках, після чого перемістилась до міста Огаста, коли британці захопили Саванну. В Огасті законодавчий орган теж не зміг пробути довго, оскільки і це місто було захоплене британцями в 1779 році. Огаста переходила із рук в руки три рази під час війни, пои не перейшла під контроль американців остаточно в липні 1781 року. Законодавчий орган залишався в Огасті, поки британці не покинули місто Саванна в травні 1782 року. Тоді Генеральна асамблея нарешті змогла повернутися до своєї столиці.
В 1783-1785 роках Генеральна асамблея збиралась і в місті Саванна, і в місті Огаста. Від такої практики довелось відмовитись коли суперечки між двома містами почали посилюватись, що змусило губернатора Лаймана Голла оголосити що його резиденцією будуть обидва міста одразу. 22 лютого 1785 року Генеральна асамблея провела останнє засідання в місті Саванна. Місто Огаста офіційно стало столицею через тиск з боку населення штату, яке хотіло щоб столиця знаходилась посередині штату.
Населення почало поширюватись вглиб штату, тим самим зміщуючи центр населення штату. Було вирішено, що столиця штату теж має переміститися. Законодавчий орган в 1786 році призначив комісію для пошуку належного нового місця розташування столиці, яке би знаходилось поруч із центром населення штату. Комісія порекомендувала розмістити столицю в Луїсвіллі. Через той факт, що столицю треба було зводити майже з нуля, а також через часті відставання від графіка будівництва, побудова міста зайняла ціле десятиліття. Назву для нового міста обрала Генеральна Асамблея. Вона вирішила назвати місто на честь французького короля Людовика XVI (Луїса XVI) на знак подяки за його допомогу американцям під час Війни за незалежність США.
Новий капітолій, який був двоповерховою григоріанською будівлею із червоної цегли, був завершений в 1796 році. Тоді Генеральна асамблея надала Луїсвіллю статус "постійного місця перебування" уряду штату Джорджія. Але, подальша експансія на захід створила потребу в іншій столиці для штату. Будівля капітолія була продана округу Джефферсон і використовувалась як будівля суду, але пізніше будівлю довелось знести оскільки вона стала непридатною для використання. Зараз на місці, на якому колись розташовувалась будівля капітолія, встановлена пам'ятна табличка.
В 1804 році уряд штату вирішив що необхідна ще одна столиця. Була ухвалена постанова, яка дозволила спорудження нової столиці розміром в 13 квадратних кілометрів в окрузі Болдвін. Нове місто було назване Мілледжвіль на честь губернатора Джона Мілледжа.
Спорудження нової столиці зайняло два роки. Вона була побудована із цеглин в стилі неоготики. Саме в цій столиці 16 січня 1861 року депутати проголосували за вихід Джорджії зі складу США. За це проголосували 208 депутатів, і лише 89 були проти. Одразу же був складений проєкт нової конституції, а штат було проголошено незалежною республікою. Делегати асамблеї 21 січня відсвяткували своє рішення публічним підписанням Акту про відділення поруч із будівлею капітолія. Коли генерал союзної армії Вільям Шерман почав наступати, законодавчому органу довелось втікати. Депутатам лише на недовгий час вдалося зібратися в місті Мейкон. Після завершення громадянської війни і повернення Джорджії під федеральний контроль, законодавчий орган знов повернувся до Мілледжвіля.
В 1867 році генерал-майор Джон Поуп, на той момент військовий губернатор Джорджії, закликав зібрати асамблею в місті Атланта для проведення конституційної конвенції. В той час посадовці міста Атланта ще раз висунули пропозицію зробити їх місто столицею штату Джорджія, пообіцявши надати необхідну для цього нерухомість. Конституційна конвенція погодилась і громадяни штату ратифікували це рішення 20 квітня 1868 року. Генеральна асамблея штату Джорджія вперше зібралась в місті Атланта 4 липня 1868 року. В 1884 році асамблея виділила мільйон доларів на спорудження нової будівлі капітолія. Будівництво почалось 26 жовтня 1884 року і будівля була готова до використання і відкрита 15 червня 1889 року, при цьому навіть не весь виділений бюджет був використаний.
Купол, який прикрашає будівлю капітолія, покритий справжнім золотом. Цей факт став основою для багатьох розмовних висловів, наприклад питання "що відбувається під золотим куполом?" означає "що відбувається в Генеральній асамблеї?".

## Організація роботи
Генеральна асамблея штату Джорджія збирається на звичайні сесії щороку кожного другого понеділка січня, на не більше ніж 40 законодавчих днів. Жодна з палат не може робити перерву в сесії більше ніж на три дні або збиратись не в будівлі Капітолія без згоди на це іншої палати.
Члени Генеральної асамблеї отримують заробітну плату записану в законі, при чому будь яке збільшення заробітної плати вступає в силу тільки з наступного скликання. Наразі заробітна плата депутатів складає 17 000 доларів на рік. Генеральна асамблея штату Джорджія є одним із 40 законодавчих органів штату, в якому депутатство не є повною зайнятістю. Члени законодавчого органу лише іноді збираються для здійснення законодавчої роботи, більшість з них має своє основне місце роботи і більшість часу працює саме там.

## Склад
Генеральну асамблею штату Джорджія було створено в 1777 році як однопалатний законодавчий орган, але він був перетворений на двопалатний в 1789 році. Зараз Генеральна асамблея складається із Сенату, яки є верхньою палатою, та з Палати представників, який є нижньою палатою. В Сенаті є 56 сенаторів, а в Палаті представників 180 представників. Члени кожної з палат обираються на дворічні терміни, і не існує обмежень на кількість термінів.
Конституція штату Джорджія 1866 року встановлювала кількість місць в Сенаті в 22 мандати, а в Палаті представників у 175 мандатів. Конституція 1877 року збільшила кількість місць в Сенаті до 44, а кількість місць в Палаті представників не змінювала.

### Вимоги до депутатів
Конституція штату Джорджія встановлює що член Сенату має бути громадянином США, віком як мінімум 25 років, громадянином штату Джорджія протягом як мінімум двох років та де-юре проживати в окрузі, з якого збирається балотуватись до Сенату. Член Палати представників так само має бути громадянином США, громадянином штату Джорджія протягом як мінімум двох років. Крім того він має де-юре проживати на території округу, з якого збирається балотуватись, протягом як мінімум одного року, а також мати вік принаймні у 21 рік.
Відповідно до статті III розділу II секції IV:
- Жодна людина, яка перебуває на активній службі в будь-якій з гілок Збройних сил США, не може мати мандат в жодній з палат Генеральної асамблеї, якщо інше не передбачено законом.
- Жодна людина, яка займає будь-яку політичну посаду в штаті Джорджія, будь-якому іншому штаті або на федеральному рівні, не може мати мандат в жодній з палат Генеральної асамблеї.
- Депутати Генеральної асамблеї мають скласти мандат перед тим, як бути призначеним губернатором на якусь іншу посаду в штаті. Також забороняється призначати депутатів на посади, які були створені протягом їх поточного терміну.

### Голови палат
Формальним головою Сенату є Президент Сенату, цю посаду завжди займає чинний Віцегубернатор штату Джорджія, аналогічно до Сенату США, де офіційним головою є Віцепрезидент США. Сенат штату Джорджія, як і Сенат США, обирає серед свого складу Тимчасового президента Сенату, який виконує обов'язки Президента якщо Віцегубернатор через тимчасову непрацездатність не може виконувати свої обов'язки. У випадку смерті, відставки або постійної непрацездатності Президента, або у випадку переходу Віцегубернатора на посаду Губернатора, Тимчасовий президент стає Президентом Сенату. Також в Сенаті існує посада секретаря.
Палата представників обирає свого Спікера та Тимчасового спікера. Так само як і в Сенаті, Тимчасовий спікер стає Спікером у випадку смерті, відставки чи постійної непрацездатності Спікера. В Палаті представників існує посада клерка палати.

## Повноваження
Стаття III розділу VI Конституції штату Джорджія визначає які повноваження має Генеральна асамблея штату Джорджія. В першому пункті говориться таке: "Генеральна асамблея має повноваження створювати всі закони штату, які не суперечать цій конституції та Конституції Сполучених Штатів, які асамблея вважатиме необхідними і підходящими для інтересів штату". Крім того, Конституція надає асамблеї повноваження впроваджувати обмеження щодо використання землі задля захисту і збереження довкілля і природних ресурсів, створювати військові формування під командуванням губернатора, розпоряджатися бюджетом штату, відчужувати власність та поділяти землю на зони тощо.
Члени Генеральної асамблеї штату Джорджія під час свого перебування в цьому законодавчому органі користуються двома привілеями. По-перше, жоден член асамблеї не може бути заарештований під час сесій Генеральної асамблеї або під час засідань комітету, окрім як за зраду, тяжкий злочин або негідну поведінку. По-друге, члени асамблеї не несуть відповідальності за будь-що, що вони сказали на засіданнях своїх палат або на засіданнях комітетів.